# Hymenophyllum capense
Hymenophyllum capense är en hinnbräkenväxtart som beskrevs av Heinrich Adolph Schrader. Hymenophyllum capense ingår i släktet Hymenophyllum och familjen Hymenophyllaceae. Inga underarter finns listade.